# Thecladoris tylonotoides
Thecladoris tylonotoides là một loài bọ cánh cứng trong họ Cerambycidae.